# 回到未來2
《回到未來續集》（英語：Back to the Future Part II）是經典美國科幻喜劇電影《回到未來系列》的第二集，於1989年上映。由羅拔·湛米基斯執導，鮑勃·蓋爾編劇，迈克尔·J·福克斯， 克里斯托弗·劳埃德，莉亞·湯遜和托马斯·弗朗西斯·威尔逊主演。

## 劇情
1985年10月26日，愛默·布朗博士跟刚刚从1955年回到现在的馬蒂·麥佛萊說他和女友珍妮佛的兒子在30年後將會有危機，於是他們來到了科技先进的2015年10月21日。原来，马蒂的儿子小马蒂·麦佛莱（Marty McFly Jr.）在未来即将因为与毕夫·譚能的孙子格里夫·谭能（Griff Tannen）惹事生非而遭受牢狱之灾，为了避免这一切，博士决定让马蒂化装成小马蒂的样子去阻止这一切的发生。经过和格里夫的一番争斗，总算是避免了让小马蒂坐牢的命运，却引起了當時的老毕夫的注意。在书店，马蒂发现并买下了一本记载1950年至2000年之間所有体育比赛结果的体育年鉴，意图回到1985年后以此为参考下注赚钱。事后被博士发现后训斥了一番，并将年鉴扔进了垃圾桶。
但这时，来到后便昏睡不醒的珍妮佛却遭警察发现，并被送到了2015年的马蒂的家。为了避免珍妮佛和30年後的自己碰面而引起麻烦，马蒂和博士又马不停蹄地赶往马蒂在2015年的家去接回珍妮佛。而醒来的珍妮佛惊讶地看到了30年后的马蒂一家的情况：马蒂由于年前的一场车祸受伤而无法再弹結他，也放弃了成为歌星的梦想，成为普通的上班族——此时，幹出违规行为的马蒂惨遭解雇，“You are fired!”（你被解雇了！）的传真出现在了马蒂家的每个角落。就在珍妮佛刚刚遇见未來的自己而晕倒时，博士和马蒂及时赶到并把珍妮佛带走，返回1985年10月26日晚上9時。
可谁知回到1985年後，两人惊讶地发现一切都变了：山谷鎮变成了一個犯罪横行、暴徒肆虐的人間地狱，毕夫成為了一位有权有势的大富豪，父亲乔治已经在1973年3月15日遭到暗殺而身亡，而母亲则遭毕夫强娶，被强行全身整容后过着牛马般的生活。很快他們發現原來又是畢夫搞的鬼：2015年的老毕夫拿走了博士扔掉的体育年鉴并偷走时光机，将年鉴給了1955年的自己，毕夫以此透过彩票发家最终成为大富翁。马蒂在向畢夫確認事件發生的地點后，为了将偏离的历史拉回正轨，他們又再一次來到了1955年11月12日，这一次，马蒂和博士不仅要设法从毕夫的手中取回年鉴，还要避免和當時正在撮合父母的另一个自己相遇。一番追逐之后，马蒂终于将年鉴奪回并烧毁。但在最後要回去的時候，一道闪电击中时光机，时光機带着博士消失无踪。
马蒂正在茫然无措时，一个西联公司的职员送来了一封信，居然是博士在70年前寫的，原來時光機被闪电击中回到了1885年1月1日，博士在信中告诉了马蒂时光機所在的位置，并交待他再一次前去尋找1955年的博士以寻求帮助。这时，在钟楼剛剛送走马蒂的博士看到另一个马蒂又出现在自己的面前，不禁吓昏在地。

## 演員表
| - 米高·J·霍士 as 馬蒂·麥佛萊 / Marty McFly Jr. / Marlene McFly - 克里斯托弗·劳埃德 as 愛默·布朗博士 - 托马斯·弗朗西斯·威尔逊 as Biff Tannen and Griff Tannen - 莉亞·湯遜 as Lorraine Baines-McFly - 伊麗莎白·蘇 as Jennifer Parker - James Tolkan as Mr. Strickland - Jeffrey Weissman as George McFly - Joe Flaherty as Western Union Man - Charles Fleischer as Terry - 克斯賓·葛洛佛 as George McFly (archival footage) - Flea as Douglas J. Needles |

## 發展
羅拔·湛米基斯說起初他並沒有拍續集的計劃，但票房成功使拍續集勢在必行。後來他同意拍續集，只是一定要迈克尔·J·福克斯和克里斯托弗·劳埃德也回來拍攝。他們也同意後，羅拔·湛米基斯和鮑勃·蓋爾一起為續集編寫劇本。他們後悔第一集完結時把馬蒂的女朋友珍妮佛也加上去，以致他們編寫續集劇本要加入珍妮佛的角色，而不能創作一個全新的冒險旅程。
因為當時羅拔·湛米基斯正忙於製作威探闖通關，大部份劇本內容都是由鮑勃·蓋爾編寫。當初，回到未來II的背景是1967年，但後來羅拔·湛米基斯認為回到未來的時間悖論提供了一個很好的機會去回到1955年，以另一角度看第一集的情節。大部份演員也回來拍續集，克斯賓·葛洛佛因酬金問題和監製一方談判成了一個頗大的絆腳石。他答覆不回來演出後，有佐治·麥佛萊的角色的劇情要從頭再寫，佐治·麥佛萊便在1985年劇情裏死去了。
剧组最大的挑戰是要設計未來的山谷市，設計師Rick Carter想要設計一個非常明顯地與《銀翼殺手》不同，沒有煙和鉻合金、不同氣氛的未來，他和最有天賦的人一起將山谷市轉變成未來的山谷市。
寫劇本時，鮑勃·蓋爾想加入更多笑料，羅拔·湛米基斯有點擔心描繪未來，因為他不想冒險設計瘋狂、不準確的預測。根據鮑勃·蓋爾，他們希望未來是好的，即使有不好的地方，都只是因為人為而非科技，反對悲觀主義，歐威爾主義在科幻小說中最為常見。為保持成本低和趁著迈克尔·J·福克斯有更多時間，本作最终敲定和续作《回到未來III》同時拍攝。

## 製作
重建山谷市場景和編寫劇本用了兩年時間，部分角色的演員要化妝成老的樣子，過程十分保密。迈克尔·J·福克斯形容化妝過程很費時間，他說：「每次化妝都需要4小時才能完成。」回到未來II於1989年2月20日開拍，並在回到未來II將近完成的三個星期前，工作人員被分開。當大部份剩餘時間工作人員都在拍攝续作回到未來III時，少數工作人員，其中包括編劇兼製片人鮑勃·蓋爾，集中完成回到未來II。拍攝期間，導演羅拔·湛米基斯每天只睡幾個小時，一天內还要來回奔走于回到未來II的片场所在地柏本克和位於加州的回到未来III片场。

### Crispin Glover的替換
回到未來的製作人員請克斯賓·葛洛佛（Crispin Glover）繼續在回到未來II飾演佐治·麥佛萊的角色，他對此感興趣，但因酬金問題引起雙方爭執，鮑勃·蓋爾要求他在兩星期內答覆會否演出，兩星期後，他的經理人答覆他不會演出。後來，克斯賓·葛洛佛在電視節目中表示他不滿酬金只有125,000美金，不及其他回來演出的演員的一半，要求與迈克尔·J·福克斯有相等的酬金，回到未來II那方不答應，他便辭演了。鮑勃·蓋爾斷言以克斯賓·葛洛佛當時的名氣和地位，他要求的酬金簡直是「獅子開大口」。2012年的訪問中，克斯賓·葛洛佛公開反駁了鮑勃·蓋爾的說法，他表示爭執的來源並非酬金問題，而是因為他在片場對第一集結局的處理方式提出質疑，他認為不該強調主角一家物質生活的改善，甚至讓主角獲得酷炫的新車。他認為因為自己提出質疑，使得鮑勃·蓋爾等人有意惡整他，設計他的角色在第二集必須辛苦的倒掛著演出，提供的片酬卻比其他配角還要少，他透過經紀人要求將片酬提高到與其他配角相等未果，才因此未演出第二集。
不過，佐治·麥佛萊的角色還是要出現，羅拔·湛米基斯取用了第一集裏克斯賓·葛洛佛的一些片段，接駁第二集裏Jeffrey Weissman演出的片段。Jeffrey Weissman在電影裏要戴義肢，包括假下巴、鼻子、頰骨，並用了不同混淆觀眾的方法，包括背景、戴太陽眼鏡、只出現他的背面、甚至把身體倒轉，令Jeffrey Weissman看上去與克斯賓·葛洛佛無異。克斯賓·葛洛佛對這樣的結果不滿，他也質疑同樣是替換演員演出的主角女友的角色，卻並沒有像他的角色一樣讓續集的演員刻意模仿前任演員的特徵。對此他正式提出訴訟，反對一眾監製，包括史提芬·史匹堡，根據是監製沒有克斯賓·葛洛佛的肖像權，亦沒有得到他的許可去使用。這促成了美國演員工會的交易條款：監製和演員不能用任何方法去模仿其他演員的樣子。

### Claudia Wells的替換
Claudia Wells原來要在第二集裏重演馬蒂麥佛萊的女朋友珍妮花·柏卡，但因為她的母親病危，所以不能演出。監製換了伊麗莎白·蘇（Elisabeth Shue）去飾演珍妮花·柏卡，因此第一集的結尾要重拍，演員重拍多次以配合原來第一集的結尾，但仍有一些漏洞，如博士安慰馬蒂他的未來沒有問題時明顯地猶豫了一會等。
Claudia Wells幾乎是在回到未來II的十年後才回到好萊塢，她是少數不於2002年版回到未來系列DVD的額外特輯裏出現的演員。2010年，回到未來系列推出藍光版本，她在藍光版本裏全新的紀錄片Tales from the Future出現接受訪問。2011年，她終於有機會在回到未來遊戲系列裏重演珍妮花·柏卡的角色，為遊戲系列的角色配音。

### 盤旋板騙局
羅拔·湛米基斯在第二集的製作特輯裏說盤旋板很久以前已發明了，只是家長因安全的緣故而沒公開出售，他便取用了大批盤旋板。觀眾信以為真，到玩具店找査。Thomas F. Wilson接受訪問時表示最熱門的問題都是關於盤旋板的真假。後來，Robert Zemeckis在第三集首映後表示盤旋板是經多種特效製成。

## 電影裏描述的未來
根據Robert Zemeckis，《回到未來II》裏的2015年不是要準確預測未來，他説：「對於我來説，拍攝未來的場景是我最不享受的，因為我真的不喜歡嘗試預測未來的電影，唯一我真正享受的是史丹利·庫柏力克的作品，他在拍攝《2001太空漫遊》時甚至沒有預測到個人電腦。我們決定只要令未來變得有趣就行了，而不是作準確的科學預測，因為我們很可能會預測錯誤。」除此之外，監製們做了一些科學家預測的2015年的資料搜集。Bob Gale說：「我們知道2015年不會有飛天車，但我們必須讓飛天車出現在續集裏。」
但《回到未來II》的確準確地預測了不少未來發明，例如無處不在的相機，亞洲裔在美國的影響(儘管電影上映時亞裔在美國的人口已經上升)、能固定在牆上的平板電視、同時看六個頻道的功能、網上視像會議如Skype、整容術的普及、頭戴式顯示器和自動加油系統。《回到未來II》亦預測到不需要用手的電子遊戲如微軟Kinect，或至少，不需要用傳統遙控器的電玩如Wii遙控器。
馬蒂穿的Nike自動繋帶網球鞋(Nike Mag)很高需求，有些影迷以為Nike Mag真的存在。Nike最終發行了外形像馬蒂穿的Nike Mag、最高的Hyperdunk鞋，2008年7月，影迷給Hyperdunk Supreme鞋命名為「Air McFly」。2010年，一位受啟發的影迷Blake Bevin創作了自動繫帶的鞋子。2010年8月尾，Nike正式提出自動繫帶鞋的專利權，設計師造了一雙《回到未來II》裏馬蒂穿的Nike Mag的複製品。2011年9月，Nike揭露Nike Mag沒有自動繋帶功能。2014年，Nike的設計師Tinker Hatfield表示Nike將在2015年傳入自動繋帶的科技。
盤旋板（Hoverboard）的概念是：一塊能在空中飄浮的滑板，這科技在《回到未來II》上映後一直有不同團體探討。在地上噴射空氣、用途相似的盤旋船，已證明是可行的。最近與之概念相似的、是由巴黎第七大學研究生發明的Magboard。Magboard使用大量超導現象板在Magboard的底部，被液體氮冷卻以達到邁斯納效應，讓Magboard在特定軌道上盤旋;Magboard在實際示範中，證明了它是有能力負擔一個人的重量。可是，因超導現象需要更高的溫度，周遭環境的溫度不能使Magboard應用在生活裏。2014年3月，一所名HURv Tech的公司展示一塊運作中的盤旋板，短片裏還有一些名人包括Christopher Lloyd，這段短片在數天內瀏覽人數即上升至一百萬，儘管這段短片不久後便被Funny and Die網站揭發是一場惡作劇。
片中2015年10月21日的3D看板快報播放國家聯盟芝加哥小熊橫掃美國聯盟的邁阿密球隊，贏得世界大賽冠軍的消息。現實中最接近的是佛羅里達馬林魚於2003年國家聯盟冠軍賽擊敗芝加哥小熊（馬林魚隨後於2003年世界大賽擊敗紐約洋基）；小熊在2015年10月21日遭紐約大都會橫掃，未能晉級世界大賽。此外，馬林魚隊於2015年球季藉《回到未來》推出「改寫未來」（Rewrite The Future）相關活動；然而一年後的2016年10月22日，小熊在2016年國家聯盟冠軍賽擊敗洛杉磯道奇成功闖進世界大賽。並且在2016年11月3日以8比7擊敗克里夫蘭印第安人贏得2016年世界大賽。
可能最大的矛盾是電影裏的飛天車和空中高速公路在未來中是否真的存在。不過，一輛原形飛天車在2013年公布了，價錢牌大約是$35,000，和「轉換飛行功能」的價錢相似。

## 反響

### 專業評價
爛番茄網站上對這部電影的好評度為63%，在60條專業評論中，38條專業評論贊同，22條專業評論反對，平均分為6.1/10 ，觀眾的評價則是85%，獲得全方面的讚譽。

### 票房
回到未來II於1989年11月22日(星期三)，感恩節之前一天在北美各戲院上映，在星期五至星期日內獲2700百萬票房，在連續五天假期內獲4300萬收入。在接著的週末，收入跌了56%，只有1200百萬，但仍保持第一位的成績。回到未來II在美國共獲得1.18億票房，在海外獲2.13億票房。回到未來II在1989年國内最成功的電影中排名第6位，全球最成功的電影中排名第3，僅次於聖戰奇兵和蝙蝠俠。

## 原聲帶
MCA, Inc.和Varese Sarabande於1989年11月22日發行了回到未來II的原聲帶，Allmusic評價為4.5分(5分為滿分)。
與回到未來的原聲帶不同，回到未來II的原聲帶只收錄由Alan Silvestri的音樂作品，不收錄任何在回到未來II中出現的歌曲。
| 回到未來II [電影原聲帶] | 回到未來II [電影原聲帶]                                                | 回到未來II [電影原聲帶] |
| 曲序                    | 曲目                                                                   | 时长                    |
| ----------------------- | ---------------------------------------------------------------------- | ----------------------- |
| 1.                      | 「主題」（「回到未來」的變奏）                                         | 2:21                    |
| 2.                      | 「未來(2015年之山谷市)」                                               | 5:23                    |
| 3.                      | 「盤旋板追逐」（「滑板追逐」與「回到未來」的變奏）                     | 2:49                    |
| 4.                      | 「一輛會飛的迪羅里安跑車？」                                           | 4:31                    |
| 5.                      | 「我的父親?!」                                                         | 2:04                    |
| 6.                      | 「1985年A」                                                            | 3:05                    |
| 7.                      | 「如果真的發生了」（引用「回到未來」）                                 | 3:58                    |
| 8.                      | 「兩個博士」                                                           | 1:27                    |
| 9.                      | 「年鑒」                                                               | 4:50                    |
| 10.                     | 「隧道追逐」（包含「滑板追逐」、「盤旋板追逐」和「回到未來」的變奏）   | 5:21                    |
| 11.                     | 「燒燬年鑒」（「鐘樓」的變奏）                                         | 2:26                    |
| 12.                     | 「西部聯合銀行」（「1985年雙橡商場」和「鐘樓」的重新編排）             | 1:52                    |
| 13.                     | 「結尾」（重新編排「主題」、「燒燬年鑒」、「隧道追逐」和「回到未來」） | 4:38                    |
| 总时长：                | 总时长：                                                               | 44:46                   |

以下是原聲帶不收錄的歌曲:
- 麥可·傑克森主唱「Beat It」
- Sammy Hagar主唱「I Can't Drive 55」
- The Four Aces主唱「Mr. Sandman」
- 派瑞·寇摩主唱「Papa Loves Mambo」

## 獎項及提名
- 土星獎最佳特效獎
- 土星獎最佳科幻片
- 土星獎最佳化妝獎
- BMI電影配樂獎
- 兒童選擇獎最喜愛的男演員（米高霍士）
- 兒童選擇獎最喜愛的女演員（莉亞·湯遜）
- 青年藝術家獎最佳家庭電影-音樂劇或奇幻類
- 奧斯卡金像獎最佳視覺效果獎（提名）
- 英國電影學院獎最佳特效獎

## 回到未來日

片中的時光機在最初來到2015年的時間點，但時間顯示器僅黏貼標帶「PM」，不像前集貼上「AM」和「PM」，是因為道具車不同的緣故。

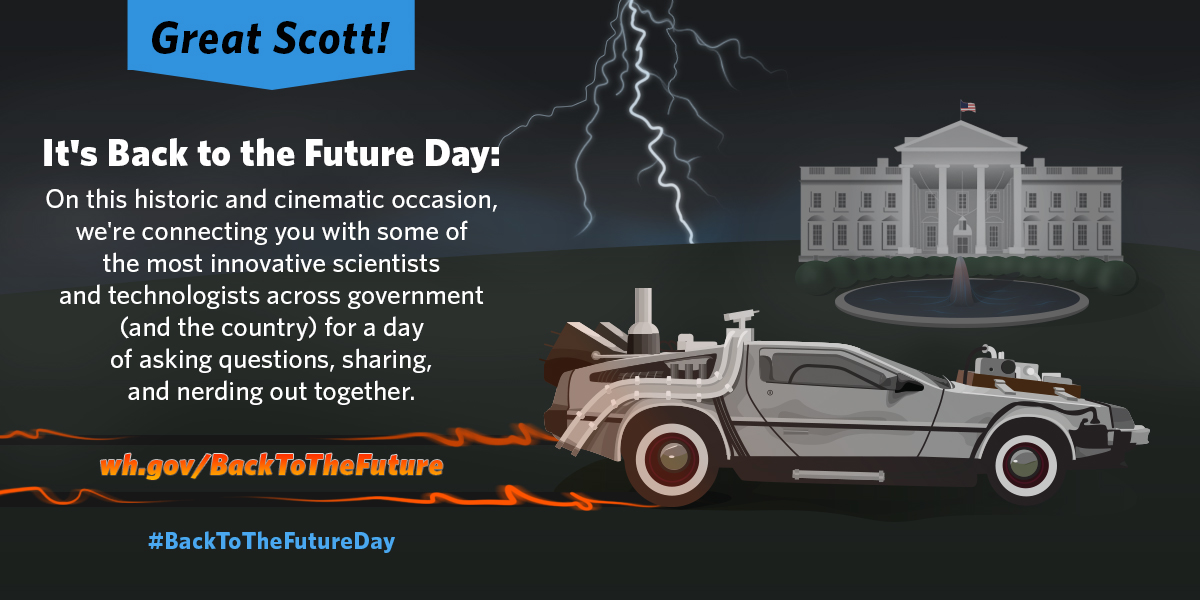
白宮慶祝「回到未來日」，卻使用第三集的道具車構圖。

在這部電影中，布朗博士帶著主角馬蒂乘坐時光機由1985年10月26日來到2015年10月21日，這天也因此被稱為「回到未來日」（Back to the Future Day）。相關慶祝活動如下：
片商及贊助商
- 環球影業釋出片中《大白鯊19》的前導預告[4]，跟美泰兒合作設計和製作一套《回到未來》系列玩偶[5]；並在這天販售《回到未來三部曲》Blu-ray30週年紀念版[6]。
- Telltale Games亦獲環球影業授權推出《回到未來：30週年紀念版遊戲》。[7][8][9]
- 百事可樂在當天推出片中的「完美百事」（Pepsi Perfect），限量6500瓶。[10]
- 福特汽車在Focus和Fiesta的網頁上打出121萬美元追加「通量電容器」（Flux Capacitor）配備。[11][12][13]
- 豐田汽車推出氫氣能源車「Mirai」並找來當年的主角拍攝廣告，並打造一部鷗翼車門的概念車致敬；以2016年式Tacoma重現當年片中Hilux樣式。[14][15]
- 任天堂推出片中《荒野槍手》Wii U Virtual Console版。[16]
- 《今日美國》於隔日販售同電影編排「山谷市版」特刊，與電影的差別是修掉「黛安娜皇后將訪華府」（Queen Diana Will Visit Washington）小頭條、原「華府為黛安娜皇后來訪做準備」（Washington Prepares for Queen Diana's Visit）置換成「3D看板：言論自由或交通隱憂？」（3D Billboards: Free Speech or Traffic Hazards?）[17][18][19][20][21]
- Nike推出片中的Nike Mag，除了讓米高·福克斯穿上外，這款Nike Mag於2016年透過拍賣方式售出，收益悉數捐給米高·福克斯帕金森氏症研究基金會。[22]

其他
- 美國白宮也在這天追隨慶祝活動[23]；加拿大交通部亦針對該台改裝DeLorean DMC-12發布召回[24]。
- 本片要角在當天參加《今天》和《吉米夜現場》節目。[25][26][27]
- 維吉尼亞州雷斯敦（Reston, Virginia）於2015年10月21日至25日電影節期間改名「山谷市」。 [28]

## 外部連結
- 互联网电影数据库（IMDb）上《回到未来II》的资料（英文）
- 爛番茄上《回到未來2》的資料（英文）
- AllMovie上《回到未來2》的资料（英文）
- Box Office Mojo上《回到未來2》的資料（英文）
- Metacritic上《回到未來2》的資料（英文）
- 開眼電影網上《回到未來2》的資料（繁體中文）
- 豆瓣电影上《回到未來2》的資料 （简体中文）
- 时光网上《回到未來2》的資料（简体中文）